# Jean-Baptiste de Beaumanoir de Lavardin
 (novembre 2023).
Jean-Baptiste de Beaumanoir de Lavardin, second fils de Claude I de Beaumanoir-Saint-Jean (mort le 6 février 1654), vicomte de Lavardin (dans le Maine), vicomte de Saint-Jean, baron de Varennes, au Conseil d'État, maître de camp d'un régiment de cavalerie en 1615, maréchal des camps et armées du roi, chevalier de l'ordre de Saint-Michel, auteur du rameau des comtes de Saint-Jean, et de Renée de La Chapelle, fut évêque de Rennes.

## Carrière ecclésiastique
Membre d'une branche cadette de l'illustre famille de Beaumanoir, en tant que cadet de famille, il se vit destiné à une carrière ecclésiastique, grandement facilitée par le souvenir de l'épiscopat de son oncle, Charles de Beaumanoir de Lavardin, évêque du Mans de 1601 à 1637. Par ailleurs, son cousin, Jean-Baptiste, Philibert Emmanuel de Beaumanoir de Lavardin, occupa pareillement le siège épiscopal manceau entre 1648 et 1671.
Chanoine puis doyen du chapitre cathédral du Mans en 1666, il fut nommé évêque de Rennes le 26 novembre 1676, n'étant toutefois sacré que le 20 février 1678 par Michel Amelot de Gournay l'archevêque de Tours avec comme co-consécrateurs François de Nesmond et Hardouin Fortin de La Hoguette et faisant son entrée solennelle le 28 avril suivant.
Abbé commendataire des Bénédictins de Moutier-Ramey (au diocèse de Troyes) et des Augustins de Beaulieu (Mégrit) (au diocèse de Saint-Malo), il prêta serment au parlement de Bretagne comme conseiller le 15 juillet 1678, présidant par ailleurs les États de Bretagne à trois reprises (les 15 septembre 1679 et 2 août 1683 à Vitré, et le 22 octobre 1689 à Dinan).

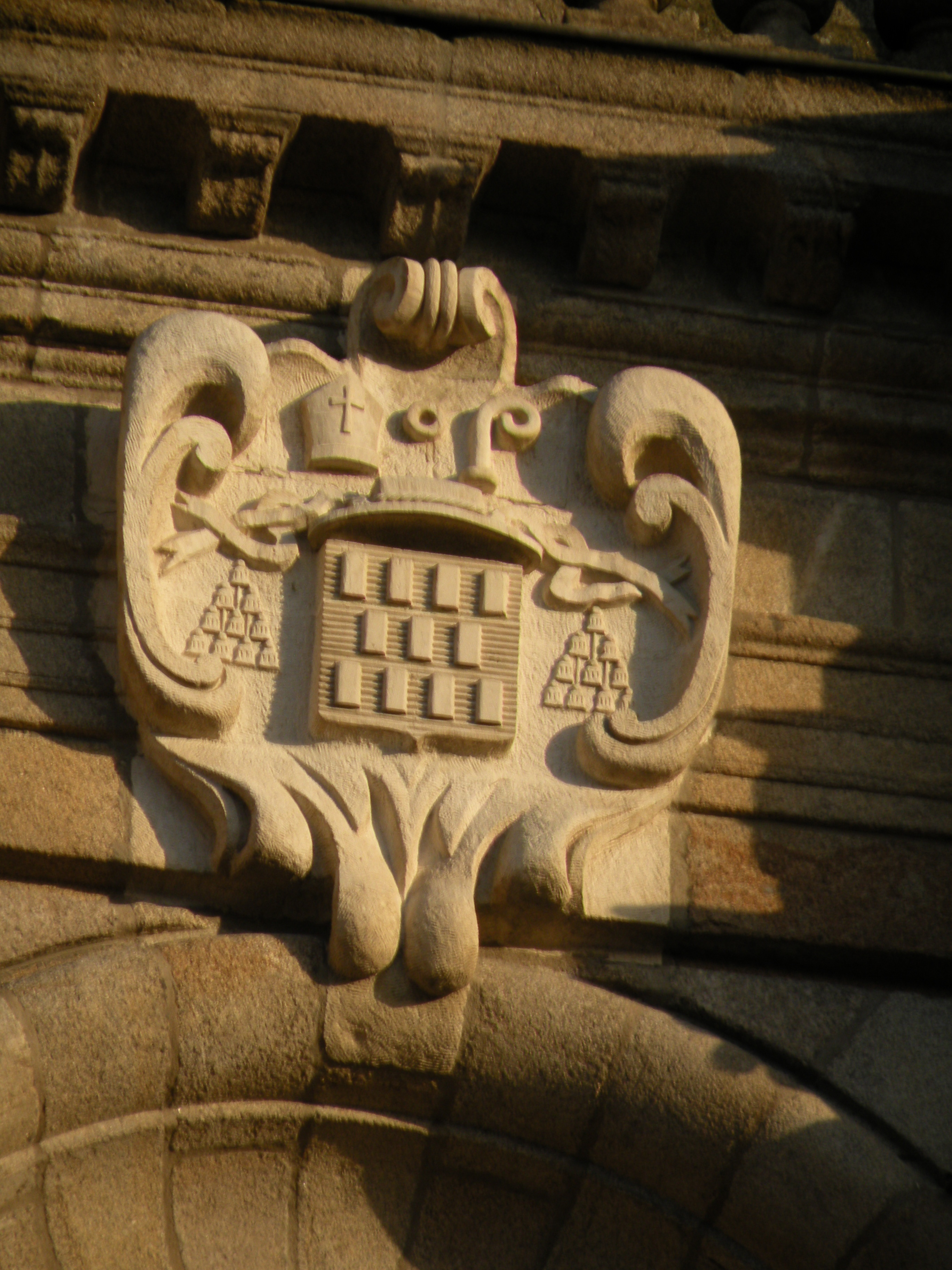
Blason de Beaumanoir de Lavardin à la façade principale de la cathédrale de Rennes.

Ayant acquis la réputation d'un des évêques les plus recommandables de son temps[réf. souhaitée], il mourut le 23 mai 1711, en son palais épiscopal de Rennes, et fut inhumé le 27 dans la chapelle absidale de sa cathédrale, dite chapelle du Saint-Sacrement, son cœur rejoignant la cité de Malicorne où sa famille était possessionnée.

## Armes
Son sceau est ovale et porte son écusson en bannière : d'azur à onze billettes d'argent, posées 4, 3, 4, surmonté d'une couronne de marquis, d'une crosse et d'une mitre, et timbré d'un chapeau à dix glands, avec cette légende : JOHANNES DE BEAUMANOIR DE LAVARDIN EPISCOPUS RHEDON.
Le blason de Beaumanoir de Lavardin figure sur l'une des tours de la métropole Saint-Pierre de Rennes.